# 朱利安·阿薩德
朱利安·阿馬多·阿扎德（英語：Julian Amado Azaad，1990年12月26日—），阿根廷男子沙灘排球運動員。他和尼古拉斯·卡波格羅索搭檔參加2020年夏季奧林匹克運動會，結果在小組賽階段被淘汰。

## 外部連結
- 朱利安·阿薩德在FIVB beach volleyball database（英语）
- 朱利安·阿薩德在Beach Volleyball Database（英语）
- 朱利安·阿薩德在Olympedia（英语）